# Chinesische Hochschule der Künste
Die Chinesische Hochschule der Künste (chinesisch 中国美术学院, Pinyin Zhōngguó měishù xuéyuàn, Kurzbezeichnungen: Zhōngguó měishù 中国美术 oder Zhōngměi 中美) befindet sich in der Stadt Hangzhou in China. Als hochrangige Universität und Schule der Schönen Künste ist sie dem Ministerium für Kultur der Volksrepublik China direkt unterstellt. Sie war die erste Institution, welche eine formale Ausbildung für Undergraduates und Studenten im Bereich der Schönen Künste durchführte, und der Ursprung hochrangiger Ausbildung in den Schönen Künsten in China.

## Geschichte und Aufgabe der Chinesischen Hochschule der Künste
Die Hochschule wurde 1928 von dem renommierten Erzieher Cai Yuanpei gegründet mit dem Ziel, in dem vom Krieg zerrissenen China Religion durch die Schönen Künste zu ersetzen. In diesem Sinne hat die Hochschule zahlreiche bekannte und einflussreiche Künstler gefördert. Xu Jiang hofft, dass die Hochschule im neuen Jahrtausend eine der hervorragendsten Kunstinstitutionen der Welt werden und Künstler anziehen wird, um das reiche Erbe Chinas zu erfahren.
Entsprechend einem Grußwort des Präsidenten Xu Jiang zu ihrem 80-jährigen Bestehen hat die „Chinesische Hochschule der Künste“ im Bereich der Schönen Künste das umfassendste Angebot innerhalb Chinas. Theorie und Praxis sollen integriert werden, Schwerpunkt wird gelegt auf menschliche Fürsorge und soziale Bedürfnisse. Als Mittel dienen sowohl moderne technische und kulturelle Strukturen als auch die traditionellen künstlerischen Disziplinen. Dementsprechend werden die Theorie der Schönen Künste, der Architektur, des Filmes und der Neuen Medien erforscht.

## Struktur der Chinesischen Hochschule der Künste

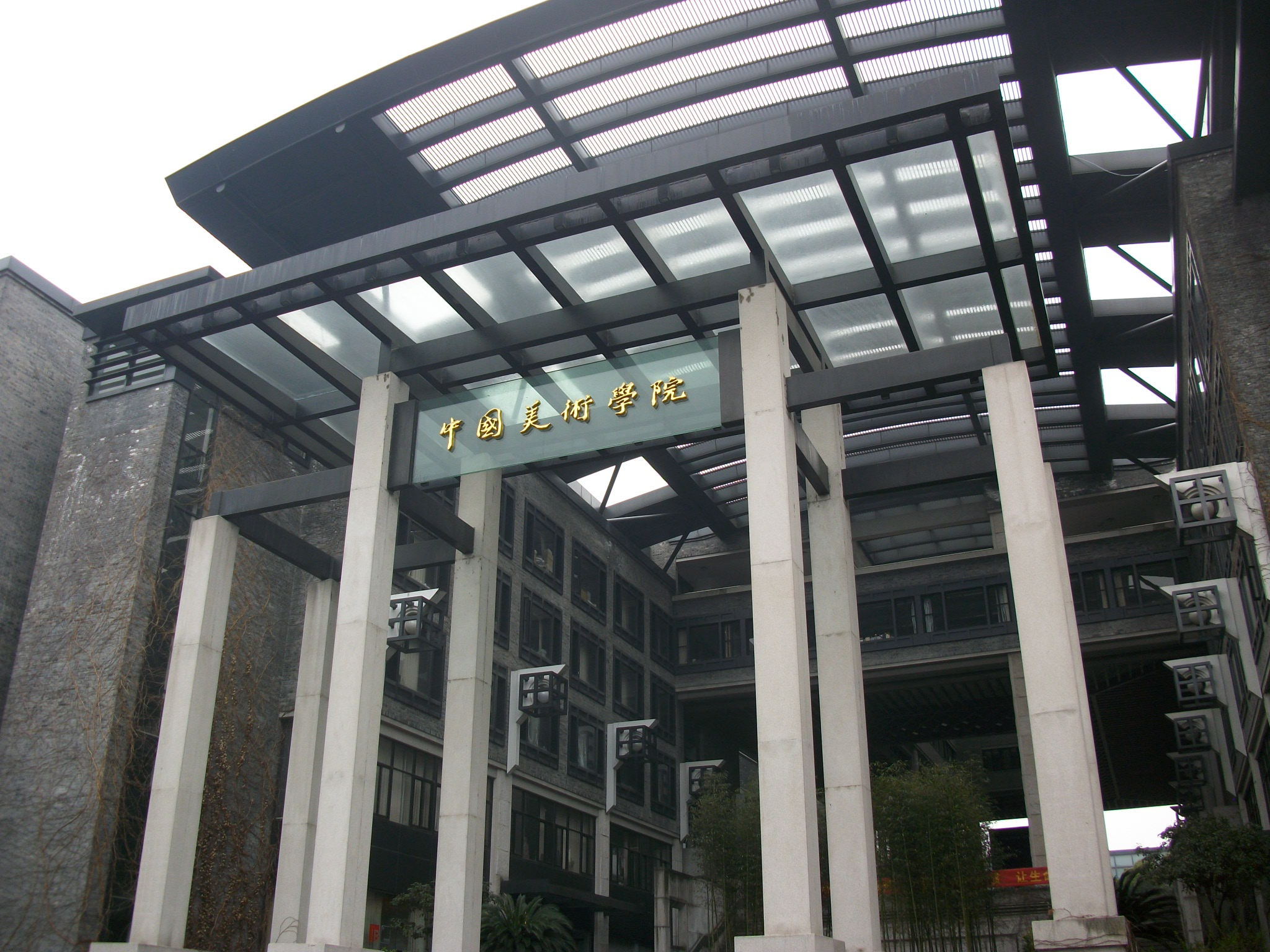
Eingangstor der Chinesischen Hochschule der Künste

Die „Chinesische Hochschule der Künste“ umfasst acht Fakultäten, die in den Bereichen Schöne Künste, Design, Architektur, Neue Medien und Film Abschlüsse in Ph.D., Master und Bachelor vergeben.
Zurzeit befinden sich 7000 Studierende und 800 Lehrende innerhalb der vier Universitätsbereiche.

### Nanshan-Campus
Auf dem Nanshan-Campus (南山校区) befindet sich die Verwaltung der Hochschule.
Die Legende zum Lageplan des Nanshan Campus zeigt die Gebäude und Institutionen:
- 1. Büroturm der Verwaltung: Bibliothek; Akademie der Humanwissenschaften der Kunst
- 2. Fachbereich Chinesische Malerei; Fachbereich Kalligrafie
- 3. Fachbereich Ölmalerei; Fachbereich Blockdruck
- 4. Akademie der Medien
- 5. Sporthalle

#### Akademie der Bildenden Kunst
Auf dem Nanshan Campus befindet sich die Akademie der Bildenden Kunst. Rektor: Xǔ Jiāng (许江; Präsident der Chinesischen Hochschule der Künste), Vizerektor: Wáng Zàn (王赞). Diese Akademie umfasst folgende Fachbereiche:
- Chinesische Malerei (Zhōngguóhuà xì, 中国画系)
- Kalligrafie (Shūfǎ xì, 书法系)
- Ölmalerei (Yóuhuà xì, 油画系)
- Blockdruck (Bǎnhuà xì, 版画系)
- Skulptur (Diāosù xì, 雕塑系)

#### Chinesisch-Deutsche Kunstakademie
Die „Chinesisch-Deutsche Kunstakademie“ (中国美术学院·中德学院) ist eine Kooperation der „Chinesischen Hochschule der Künste“ in Hangzhou mit der „Universität der Künste Berlin (UdK)“. Bezugspunkt für die Einrichtung der CDK ist der Aufenthalt des bedeutenden Malers Lin Fengmian in Berlin 1922, der erster Präsident der Chinesischen Hochschule der Künste (1928–1938) war. Die Kooperation ist nach insgesamt 10 Jahren inzwischen ausgelaufen.
Verwaltungsmäßig zuständig ist das „Verwaltungsbüro der Chinesisch-Deutschen Kunstakademie, 1B-411“ auf dem Nanshan Campus der „Chinesischen Hochschule der Künste“ in Hangzhou.

### Xiangshan Zentral-Campus
Auf dem Xiangshan Zentral-Campus (象山中心校区) befindet sich die „Akademie für visuelle Kunst“ mit den Abteilungen „Angewandte Kunst“, „Kunstdesign“ und „Avantgarde in der Bildenden Kunst“.
Der Lageplan des Xiangshan Campus beinhaltet folgende Gebäude und Institutionen:
- 1. Bibliothek
- 2. Kleine Theaterhalle
- 3.–4. Akademie für Kommunikationsmedien und bewegte Bilder
- 5.–6. Akademie für Kunst im öffentlichen Raum
- 7. Kreativitätsgebäude
- 8. Sporthalle
- 9. Abteilung für Grundlagenerforschung
- 10. Museum
- 11. Studienverwaltung, Internetzentrale
- 12.–15. Akademie für Architektur und Kunst
- 16. Halle der Kunst
- 17. Verwaltungsgebäude
- 18.–19. Akademie für Kunstdesign
- 20. Sporthalle
- 21. Mensa, Studentenwohnheim
- 22. Sportplatz
- 23. Werkstatt für (Produkte) die durch Hitze ihre Form erhalten. (Eine Plastikgießerei? 热成型车间)

### Zhangjiang Campus in Shanghai
Der Zhangjiang Campus der „Chinesischen Akademie der Kunst“ wurde 1997 gegründet. Er liegt in der „Zhangjiang High-Tech Area, Pudong, Shanghai“. Der Campus beherbergt das Shanghai Institut für Design und ist Teil der „Chinesischen Hochschule der Künste“.
Das Areal in der Chūnxiǎo Lu 109 (春晓路109号) umfasst 60 Mu = 4 Ha. Es befinden sich dort Unterrichtsgebäude, Versammlungsräume und Wohngebäude. In den sechs vertretenen Bereichen
- visuelle Kommunikation (shìjuéchuándá, 视觉传达)
- Gestaltung der Umwelt (huánjìng yìshù shèjì. 环境艺术设计)
- Industrielles Design (gōngyèshèjì. 工业设计)
- Multimedia- und Internetdesign (duōméitǐ. 多媒体; wǎngyè shèjì. 网页设计)
- Textilien und Kleidung
- Malerei (zur Gestaltung der Stadtlandschaft; chéngshì jǐngguān zàoxíng yìshù, 城市景观造型艺术)

sind 1700 Personen tätig (Lehrende, Studierende und Arbeitende).

### Internationales College der Chinesischen Hochschule der Künste
Das „Internationale College“ führt akademische Programme durch für ausländische, nicht in China wohnende Studierende. Außerdem fördert es den internationalen akademischen Austausch im Bereich der Kunst. Drei Curricula bieten Kurse in Chinesischer Malerei, Kalligrafie und Sprache und Kultur an. Dazu werden für internationale Studierende Kurse in Ölmalerei, Druck, Medienkunst, Bildhauerei, Kunstgeschichte, Design und Architektur angeboten. Zudem gibt es Kurzzeitkurse für Ausländer in chinesischer Kultur und Kunst.
Die Kontaktdaten sind 2013 auf einer Internetpräsenz des Konfuzius-Instituts zu finden, dort wird als Gründungsjahr 1980 angegeben. Dies deutet auf eine Änderung der Zuständigkeit für das Internationale College hin.